# Galilei Donna
Galilei Donna (jap. ガリレイドンナ, Garirei Donna), im Titellogo auch italienisch als Storia di tre sorelle a caccia di un mistero („Geschichte von drei Mädchen auf der Jagd nach einem Geheimnis“) bezeichnet, ist eine japanische Anime-Serie.

## Handlung
Im Zentrum der im Jahr 2061 spielenden Handlung stehen drei Schwestern: die 13-jährige Hozuki Ferrari (星月・フェラーリ), die trotz ihres Alters ein technisches Genie ist; die 17-jährige Kazuki Ferrari (神月・フェラーリ), die exzellent die Kampfkunst Shōrinji Kempō beherrscht; und die 20-jährige Hazuki Ferrari (葉月・フェラーリ), die Rechtswissenschaft studiert.
Eines Tages werden alle drei von mysteriösen Männern und dann vom Luftpiraten Cicinho (シシーニョ, Shishīnyo) angegriffen. Dieser fordert von ihnen als Nachfahren Galileo Galileis dessen Vermächtnis. Die Angreifer können schließlich von Hozuki vertrieben werden, die im Keller ihres Hauses eine hochentwickelte Flugmaschine samt fortschrittlicher KI gebaut hat und die damit Cicinho und dessen Luftschiff Black Ganymede vertreibt.
Als die Polizei erscheint, nehmen diese die Familie in Gewahrsam bis auf Hozuki, die zuvor von Anna Hendricks (アンナ・ヘンドリックス, Anna Hendorikkusu) gewarnt wurde. Diese erzählt Hozuki, dass sie in John Miltons Paradise Lost eine geheime Nachricht fand, aus der hervorgeht, dass sich auf den sechs bekannten Mondskizzen, sowie einer siebten unbekannten, ein Code zu Galileis Tesoro (italienisch für „Schatz“) befindet. Nachdem die Mutter, Sylvia, freigelassen wird und sich vor dem Präsidenten ihres Arbeitgebers, dem Konzern AdniMoon, wiederfindet, der sie ebenfalls nach dem Schatz fragt, stellt sich heraus, dass die Polizei vom Konzern kontrolliert wird. Hozuki schafft es ihre Schwestern aus dem Gefängnis zu befreien, wobei der Vater als Rückendeckung zurückbleibt.
Die drei Schwestern sind nun gezwungen herauszufinden, was es mit Galileis Vermächtnis auf sich hat, wobei sie jedoch erst lernen müssen eine normale Beziehung untereinander aufzubauen, da die drei wegen der Scheidung ihrer Eltern seit längerer Zeit getrennt lebten: Hazuki allein, Kazuki bei ihrer Mutter und Hozuki bei ihrem Vater.

## Veröffentlichung
Die Serie basiert auf einer sieben Jahre alten Idee von Yasuomi Umetsu, wobei ein ursprünglicher Arbeitstitel Galileo Girl (ガリレオガール, Garireo Gāru) war. Dieser übernahm nach fünf Jahren auch wieder die Regie, was zugleich seine zweite Regiearbeit für eine Fernsehserie nach Mezzo DSA von 2004 darstellt. Die Animationen stammen von A-1 Pictures, das Characterdesign von Shingo Adachi und dem Mechanic Design von Niθ.
Die Serie läuft im noitaminA-Programmblock der Fuji-TV-Senderkette. Die 11 Folgen liefen vom 11. Oktober bis 20. Dezember 2013 kurz nach Mitternacht (und damit am vorigen Fernsehtag) auf Fuji TV und mit bis zu einer Woche Versatz auf TV Shizuoka, Tōkai TV, Saga TV, TV Nishi-Nippon, Sakurambo TV, Akita TV, Kagoshima TV, TV Kumamoto, Fukushima TV, TV Shin-Hiroshima, TV Ehime, Sendai Hōsō, Niigata Sōgō TV, Kansai TV und Iwate Menkoi TV sowie ab 23. Oktober auf Okayama Hōsō.
Nach einem Interview von Yasuomi Umetsu in der noitaminA-Webradiosendung vom 20. Dezember 2013 war die Serie ursprünglich auf 2 cours, d. h. etwa 25 Folgen angelegt, jedoch wurde vom Produzenten Aniplex nur grünes Licht für 11 Folgen gegeben, so dass man sich entschied, dass die 11 Folgen eine Zusammenfassung der Höhepunkte darstellen soll.
Die 11 Folgen sollen auf sechs Blu-rays und DVD veröffentlicht werden, von denen die erste mit der ersten Folge am 13. Dezember 2013 erschien und die folgenden je zwei Folgen enthalten, wobei die letzte Blu-ray/DVD am 14. Mai 2014 erscheinen soll.
Bereits vor der Ausstrahlung wurde die Serie von Crunchyroll für Nord- und Südamerika, Europa, Südafrika, Australien und Neuseeland zum Simulcast zur japanischen Erstausstrahlung mit englischen Untertiteln lizenziert.

### Musik
Die Hintergrundmusik zur Serie stammt von Shirō Hamaguchi. Der Vorspanntitel Synchromanica (シンクロマニカ, Shinkuromanika) wurde von Negoto komponiert, getextet und gesungen. Der Abspanntitel Innocent (イノセント, Inosento) wiederum wurde von Rico getextet, von Shin’ya Saitō komponiert und von der Band earthmind interpretiert.

### Synchronisation
| Rolle          | japanischer Sprecher (Seiyū) |
| -------------- | ---------------------------- |
| Hozuki Ferrari | Rina Hidaka                  |
| Kazuki Ferrari | Rumi Ōkubo                   |
| Hazuki Ferrari | Kei Shindō                   |
| Cicinho        | Hiroshi Kamiya               |
| Anna Hendrix   | Marina Inoue                 |